# Distretto di Bleebo
Il distretto di Bleebo è un distretto della Liberia facente parte della contea di Grand Kru.